# عماد رديف
عماد علي رديف (مواليد 30 يوليو 1995) هو لاعب كرة قدم سعودي.
لعب سابقاً في نادي حطين ونادي الأمجاد.